# Calau becnegre
El calau becnegre (Lophoceros nasutus) és una espècie d'ocell de la família dels buceròtids (Bucerotidae). Habita boscos clars, sabanes i matolls de la gairebé tots els estats de l'Àfrica subsahariana i sud d'Aràbia. Absent de Guinea Equatorial, Gabon i la República del Congo.